# Saint-Bonnet-de-Joux
Pour les articles homonymes, voir Saint-Bonnet (homonymie).
Saint-Bonnet-de-Joux est une commune française située dans le département de Saône-et-Loire, en région Bourgogne-Franche-Comté.

## Géographie
L'altitude de la mairie de Saint-Bonnet-de-Joux est de 380 mètres environ. L'altitude minimum et maximum de Saint-Bonnet-de-Joux sont respectivement de 330 m et 465 m.
La superficie de Saint-Bonnet-de-Joux est de 29,43 km2 soit 2 943 ha.
La latitude de Saint-Bonnet-de-Joux est de 46,482 ° nord et la longitude de Saint-Bonnet-de-Joux est de 4,439 ° est.
Les coordonnées géographiques de Saint-Bonnet-de-Joux en degré, minute et seconde calculées dans le système géodésique WGS84 sont 46° 28′ 57″ de latitude nord et 4° 26′ 22″ de longitude est. Les coordonnées géographiques de Saint-Bonnet-de-Joux en Lambert 93 du chef-lieu en hectomètres sont :  X = 8 104 hectomètres  Y = 65 991 hectomètres.
Les villes et villages proches de Saint-Bonnet-de-Joux sont :  
- Mornay (71)  à 5,29 km,
- Pressy-sous-Dondin (71) à 6,00 km,
- Suin (71) à 6,03 km,
- Saint-Martin-de-Salencey (71) à 6,42 km,
- Chiddes (71)  à 6,47 km.

### Climat
Pour des articles plus généraux, voir Climat de la Bourgogne-Franche-Comté et Climat de Saône-et-Loire.
En 2010, le climat de la commune est de type climat océanique dégradé des plaines du Centre et du Nord, selon une étude du Centre national de la recherche scientifique s'appuyant sur une série de données couvrant la période 1971-2000. En 2020, Météo-France publie une typologie des climats de la France métropolitaine dans laquelle la commune est dans une zone de transition entre le climat océanique altéré et le climat océanique altéré et est dans la région climatique Centre et contreforts nord du Massif Central, caractérisée par un air sec en été et un bon ensoleillement.
Pour la période 1971-2000, la température annuelle moyenne est de 10,4 °C, avec une amplitude thermique annuelle de 16,7 °C. Le cumul annuel moyen de précipitations est de 957 mm, avec 12,2 jours de précipitations en janvier et 8,1 jours en juillet. Pour la période 1991-2020, la température moyenne annuelle observée sur la station météorologique de Météo-France la plus proche, « La Guiche », sur la commune de La Guiche à 7 km à vol d'oiseau, est de 10,9 °C et le cumul annuel moyen de précipitations est de 963,4 mm. 
La température maximale relevée sur cette station est de 39,3 °C, atteinte le 25 juillet 2019 ; la température minimale est de −19,5 °C, atteinte le 16 janvier 1985,,.
Les paramètres climatiques de la commune ont été estimés pour le milieu du siècle (2041-2070) selon différents scénarios d'émission de gaz à effet de serre à partir des nouvelles projections climatiques de référence DRIAS-2020. Ils sont consultables sur un site dédié publié par Météo-France en novembre 2022.

## Urbanisme

### Typologie
Au 1er janvier 2024, Saint-Bonnet-de-Joux est catégorisée commune rurale à habitat dispersé, selon la nouvelle grille communale de densité à sept niveaux définie par l'Insee en 2022.
Elle est située hors unité urbaine et hors attraction des villes,.

### Occupation des sols
L'occupation des sols de la commune, telle qu'elle ressort de la base de données européenne d’occupation biophysique des sols Corine Land Cover (CLC), est marquée par l'importance des territoires agricoles (63,2 % en 2018), une proportion sensiblement équivalente à celle de 1990 (63,5 %). La répartition détaillée en 2018 est la suivante : prairies (46,2 %), forêts (34,4 %), zones agricoles hétérogènes (17 %), zones urbanisées (2,4 %). L'évolution de l’occupation des sols de la commune et de ses infrastructures peut être observée sur les différentes représentations cartographiques du territoire : la carte de Cassini (XVIIIe siècle), la carte d'état-major (1820-1866) et les cartes ou photos aériennes de l'IGN pour la période actuelle (1950 à aujourd'hui).

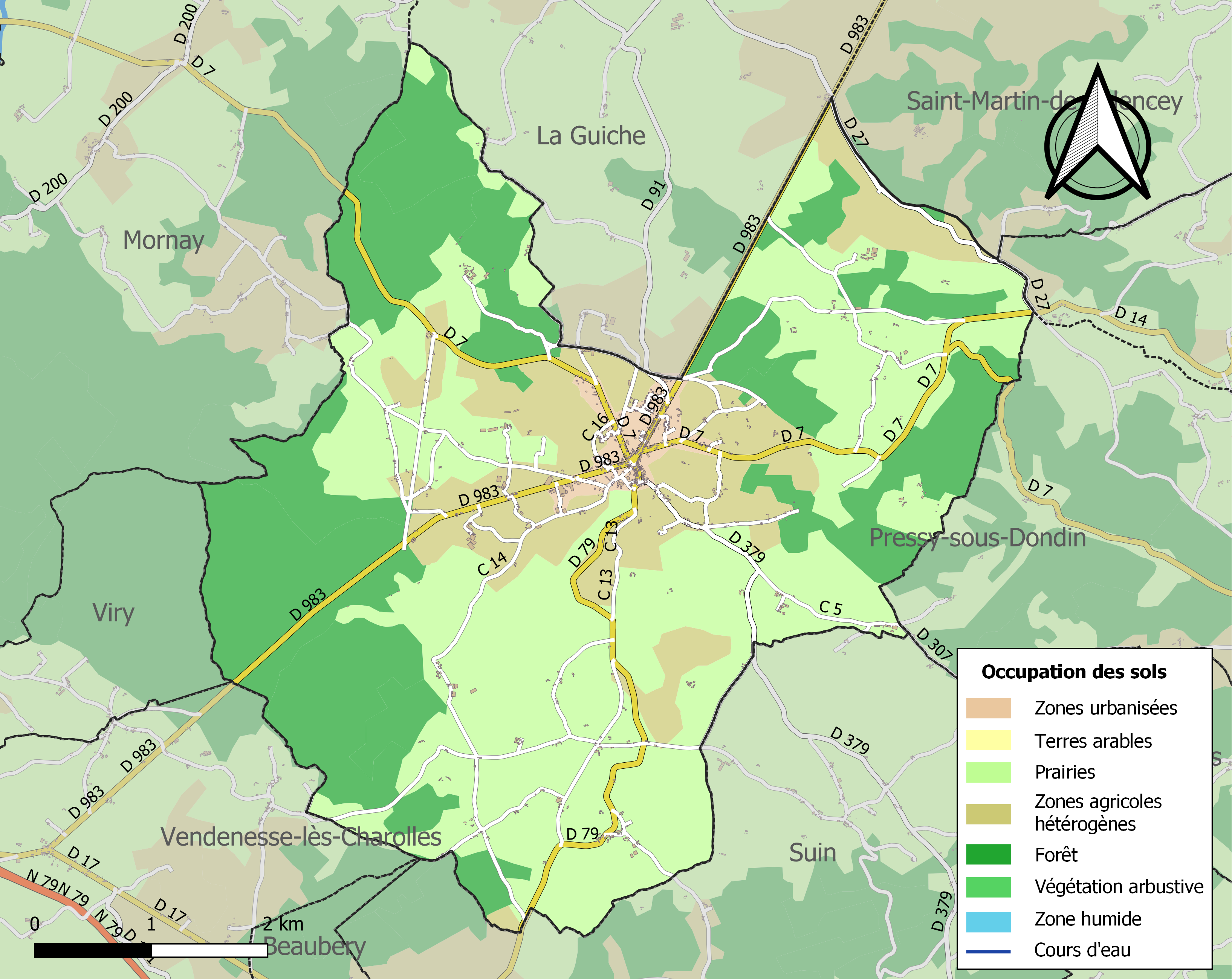
Carte des infrastructures et de l'occupation des sols de la commune en 2018 (CLC).

## Toponymie
Le Joux est un tout petit ruisseau qui coule au sud de la commune, à travers prés, d'où la toponymie et le nom de plusieurs commerces ou services publics de la commune, à l'image de la pharmacie du Val de Joux ou le PIMMS méducation Val de Joux.
Anciennes dénominations : Iocus, Sanctus-Bonittus, XIe s. — In aecclesia quae dicitur Jus, XIe s. — Parrochia de Jorz, 1259 — Parrochia de Joux, 1296. — Jours, avant 1312. — Girardus de Sancto Bonito, 1380 . — Parrocia de Jugo, 1387. — Parroche de Joux, 1397. — Saint Bonnot de Joulx, 1476. — Sainct Bonet de Jou, 1543. — Saint-Bonnet de Joux, 1666. — Bonnet-Rouge, 1793. — Saint-Bonnet de Joux ou Bonnet de Joux, an VII. — Saint-Bonnet-de-Joux, an VIII.

## Histoire
Au cours de la Révolution française, la commune porta provisoirement le nom de Bonnet-Rouge.
Au moment de la Révolution, le hameau de Champvent, qui fut longtemps paroisse alternative de Saint-Bonnet-de-Joux, fut rattachée à la commune de La Guiche.
Saint-Bonnet-de-Joux tient son nom du patron de l'église, saint Bonnet, qui fut évêque de Clermont. Le surnom de Joux lui vient de la montagne de Joux qui passe pour avoir été consacrée à Jupiter. Il existait jadis un château fort sur le Mons Jovis. Une autre montagne de la commune s'appelle Mont de Mars. Au hameau de Chaumont, un château magnifique appartenait au marquis de La Guiche. Ce bel édifice a été construit au début du XVIe par Louis, duc d'Angoulême, époux d'Henriette de La Guiche. L'ancien château avait soutenu des sièges durant les guerres civiles du XVe siècle. Il y avait aussi des châteaux à La Valette, à la Saule et à Availly. Dans la forêt d'Avaise, une ancienne tour dite tour d’Avaise, est le reste de l'ancien château de ce nom. C’est le marquis de La Guiche qui fit construire l’église à trois nefs avec transept dans le style roman.
14 juin 1944 : le village est l'objet d'un raid allemand, en représailles au démantèlement du poste d'observation que les occupants avaient installé à Suin, raid qui donnera lieu à la traque des « terroristes », à la destruction de la maison de René Fléchard (chef maquisard local), à l'incendie de l'hôtel du Cerf dans lequel a péri une vieille dame invalide et à l'intrusion des soldats en plein mariage à la mairie puis à l'église. Peu après, le marquis de Laguiche, maire de Saint-Bonnet-de-Joux, sera arrêté dans son château (le château de Chaumont, où était installée une garnison allemande).

## Politique et administration

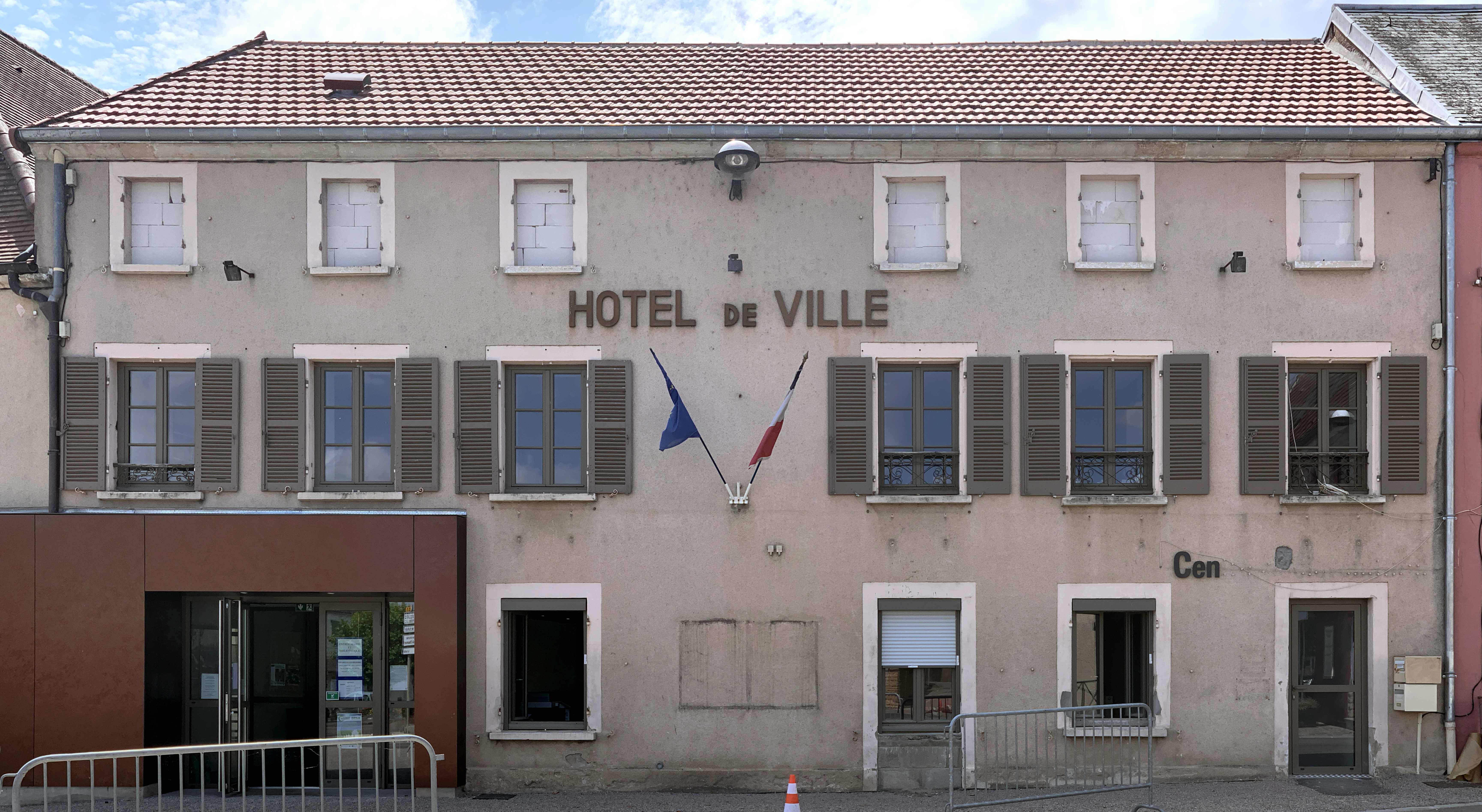
Hôtel de ville.

| Période                                  | Période   | Identité          | Étiquette | Qualité                                                                 |
| ---------------------------------------- | --------- | ----------------- | --------- | ----------------------------------------------------------------------- |
| 1986                                     | mars 2014 | Jacques Lecoq     | DVD       |                                                                         |
| mars 2014                                | juin 2017 | Josiane Corneloup | LR        | Pharmacienne Conseillère départementale depuis 2015 Députée depuis 2017 |
| juin 2017                                | En cours  | Patrick Pagès     |           | Professeur                                                              |
| Les données manquantes sont à compléter. |           |                   |           |                                                                         |

## Démographie
L'évolution du nombre d'habitants est connue à travers les recensements de la population effectués dans la commune depuis 1793. Pour les communes de moins de 10 000 habitants, une enquête de recensement portant sur toute la population est réalisée tous les cinq ans, les populations de référence des années intermédiaires étant quant à elles estimées par interpolation ou extrapolation. Pour la commune, le premier recensement exhaustif entrant dans le cadre du nouveau dispositif a été réalisé en 2008.

En 2022, la commune comptait 797 habitants, en évolution de +6,13 % par rapport à 2016 (Saône-et-Loire : −1,06 %, France hors Mayotte : +2,11 %).
| 1793  | 1800  | 1806  | 1821  | 1831  | 1836  | 1841  | 1846  | 1851  |
| ----- | ----- | ----- | ----- | ----- | ----- | ----- | ----- | ----- |
| 1 348 | 1 321 | 1 323 | 1 417 | 1 458 | 1 465 | 1 534 | 1 598 | 1 556 |

| 1856  | 1861  | 1866  | 1872  | 1876  | 1881  | 1886  | 1891  | 1896  |
| ----- | ----- | ----- | ----- | ----- | ----- | ----- | ----- | ----- |
| 1 545 | 1 632 | 1 601 | 1 573 | 1 610 | 1 630 | 1 590 | 1 521 | 1 546 |

| 1901  | 1906  | 1911  | 1921  | 1926  | 1931  | 1936  | 1946  | 1954  |
| ----- | ----- | ----- | ----- | ----- | ----- | ----- | ----- | ----- |
| 1 516 | 1 608 | 1 515 | 1 261 | 1 261 | 1 205 | 1 244 | 1 139 | 1 000 |

| 1962  | 1968  | 1975 | 1982 | 1990 | 1999 | 2006 | 2008 | 2013 |
| ----- | ----- | ---- | ---- | ---- | ---- | ---- | ---- | ---- |
| 1 024 | 1 032 | 953  | 945  | 845  | 841  | 817  | 811  | 760  |

| 2018 | 2022 | - | - | - | - | - | - | - |
| ---- | ---- | - | - | - | - | - | - | - |
| 764  | 797  | - | - | - | - | - | - | - |

## Économie
Le village dispose de divers commerces tels qu’un bar-tabac, une boulangerie et un supermarché Super U. 

## Vie locale

### Associations et culture
La commune compte plusieurs associations sportives (pétanque, football, gymnastique, etc.), des équipements culturels (bibliothèque) ainsi que des associations de loisirs (chorale, amicale des chasseurs, amis du château de Chaumont, etc.).
L'Union Sportive Saint-Bonnet La Guiche (USBG), est un club de football né en 1960, lors de la fusion des clubs de Saint-Bonnet-de-Joux et La Guiche.
Une ressourcerie Réorient' Express Emmaus est implantée sur le territoire de la commune, ouverte trois jours par semaine sur la place du village.

### Culte
Saint-Bonnet-de-Joux est le siège de la paroisse des Monts du Charolais, paroisse regroupant seize villages du Charolais : Ballore, Beaubery, Chevagny-sur-Guye, Chiddes, La Guiche, Le Rousset, Marizy, Martigny-le-Comte, Mornay, Passy, Pressy-sous-Dondin, Saint-Bonnet-de-Joux, Saint-Marcelin-de-Cray, Saint-Martin-de-Salencey, Sivignon, Suin et Vérosvres.

## Lieux et monuments
Sont à voir sur le territoire de la commune :
- l'église, sous le vocable de saint Bonnet, rebâtie par l'architecte départemental André Berthier en 1860 en remplacement d'une église plus ancienne[21] (au sommet du clocher se trouve un coq qui y a été installé le 23 mai 1992, offert par Jean-Yves Bouillot, ferronnier d'art à Saint-Bonnet) ;
- le château de Chaumont-la-Guiche ;
- le château des Hauts ;
- la forêt de Chaumont, où se déroule depuis 2003, tous les quatre ans, Euroforest, exposition mondiale de la filière forestière (qui s'est tenue pour la 8e fois du 22 au 24 juin 2023[22]).

## Personnalités liées à la commune
Parmi les personnalités attachées à l'histoire de Saint-Bonnet-de-Joux figurent notamment :
- Louis-Claude Fillion (1843-1927), prêtre, exégète, professeur d'écriture sainte et d'hébreu ;
- Josiane Corneloup, maire de Saint-Bonnet-de-Joux de 2014 à 2017, puis députée de la 2e circonscription de Saône-et-Loire en 2017 (réélue en juin 2022) ;
- Patrick Pagès, élu maire en 2017 puis réélu en mars 2020 ;
- Claude Brun (1859-1946), instituteur et secrétaire de mairie qui a tenu de 1914 à 1918 un Journal (fait de deux volumes de grands cahiers cousus entre eux, de 272 et 258 pages) dans lequel il a relaté la vie au quotidien à Saint-Bonnet-de-Joux pendant la Première Guerre mondiale[23] ;
- Michel Bouillot (1937-2014), artisan d'art (issu de huit générations de forgerons) qui eut son atelier à Saint-Bonnet-de-Joux[24].

## Pour approfondir